# Artikel 5 van het Europees Verdrag voor de Rechten van de Mens
Artikel 5 van het Europees Verdrag voor de Rechten van de Mens voorziet in het recht op vrijheid, veiligheid en compensatie als een vrijheidsontneming in strijd is met dit artikel.

## Tekst
Artikel 5 – Recht op vrijheid en veiligheid
1. Een ieder heeft recht op vrijheid en veiligheid van zijn persoon. Niemand mag zijn vrijheid worden ontnomen, behalve in de navolgende gevallen en overeenkomstig een wettelijk voorgeschreven procedure:
(a) indien hij op rechtmatige wijze is gedetineerd na veroordeling door een daartoe bevoegde rechter;
(b) indien hij op rechtmatige wijze is gearresteerd of gedetineerd, wegens het niet naleven van een overeenkomstig de wet door een gerecht gegeven bevel of teneinde de nakoming van een door de wet voorgeschreven verplichting te verzekeren;
(c) indien hij op rechtmatige wijze is gearresteerd of gedetineerd teneinde voor de bevoegde rechterlijke instantie te worden geleid, wanneer er een redelijke verdenking bestaat, dat hij een strafbaar feit heeft begaan of indien het redelijkerwijs noodzakelijk is hem te beletten een strafbaar feit
(d) in het geval van rechtmatige detentie van een minderjarige met het doel toe te zien op zijn opvoeding of in het geval van zijn rechtmatige detentie, teneinde hem voor de bevoegde instantie te geleiden;
(e) in het geval van rechtmatige detentie van personen ter voorkoming van de verspreiding van besmettelijke ziekten, van geesteszieken, van verslaafden aan alcohol of verdovende middelen of van landlopers;
(f) in het geval van rechtmatige arrestatie of detentie van een persoon teneinde hem te beletten op onrechtmatige wijze het land binnen te komen, of van een persoon waartegen een uitwijzings- of uitleveringsprocedure hangende is.
2. Een ieder die gearresteerd is moet onverwijld en in een taal die hij verstaat op de hoogte worden gebracht van de redenen van zijn arrestatie en van alle beschuldigingen die tegen hem zijn ingebracht.
3. Een ieder die is gearresteerd of gedetineerd, overeenkomstig lid 1.c van dit artikel, moet onverwijld voor een rechter worden geleid of voor een andere magistraat die door de wet bevoegd verklaard is rechterlijke macht uit te oefenen en heeft het recht binnen een redelijke termijn berecht te worden of hangende het proces in vrijheid te worden gesteld. De invrijheidstelling kan afhankelijk worden gesteld van een waarborg voor de verschijning van de betrokkene ter terechtzitting.
4. Een ieder, wie door arrestatie of detentie zijn vrijheid is ontnomen, heeft het recht voorziening te vragen bij het gerecht opdat deze spoedig beslist over de rechtmatigheid van zijn detentie en zijn invrijheidstelling beveelt, indien de detentie onrechtmatig is.
5. Een ieder die het slachtoffer is geweest van een arrestatie of een detentie in strijd met de bepalingen van dit artikel, heeft recht op schadeloosstelling.

### Toepasbaarheid
Artikel 5 is van toepassing op aanhouding, Inbewaringstellen en gevangenisstraf.

## Vergelijking met nationale wetgeving
- Artikel 12 van de Belgische grondwet waarborgt de vrijheid van personen.
- Artikel 15 van de Nederlandse grondwet regelt dat vrijheidsontneming alleen mag in gevallen bij wet bepaald.
- Artikel 113 lid 2 van de Nederlandse grondwet regelt dat alleen een rechter gevangenisstraf kan opleggen.

## Jurisprudentie
- EHRM 9-02-2021 Arrest Maassen/Nederland [1]
- EHRM 9-02-2021 Arrest Hasselbaink/Nederland [2]